# Iván Morales
Iván Morales, né le 29 juillet 1999 à Longaví au Chili, est un footballeur international chilien. Il joue au poste d'avant-centre avec le CA Sarmiento.

## Biographie

### Colo-Colo
Iván Morales est formé par le club de Colo-Colo au Chili. Le 21 août 2016, il joue son premier match en professionnel face au CD Huachipato, à tout juste 17 ans. Il entre en jeu en cours de partie ce jour-là, et les deux équipes font match nul (2-2). Le 8 décembre de la même année, il inscrit son premier but lors d'une victoire de son équipe face au CD Palestino (1-2).
En juillet 2019 il est proche de connaitre sa première expérience en Europe, au Real Sporting de Gijón mais le joueur reste finalement dans son club formateur.
En février 2020 il est victime d'une rupture du ligament croisé qui l'éloigne des terrains pendant plusieurs mois.

### Cruz Azul
Le 2 février 2022, Iván Morales s'engage en faveur du club mexicain du Cruz Azul FC.
Morales inscrit son premier but pour le Cruz Azul FC le 31 juillet 2022, lors d'une rencontre de championnat face au Club Necaxa. Titulaire, il donne la victoire à son équipe en étant le seul buteur de la partie,.

### CA Sarmiento
En janvier 2024, Iván Morales rejoint l'Argentine afin de signer en faveur du CA Sarmiento, et de relancer sa carrière après un passage mitigé au Cruz Azul.

### En sélection nationale
Avec les moins de 20 ans, il participe à deux reprises au championnat sud-américain des moins de 20 ans, en 2017 puis en 2019. Lors de l'édition 2017, il joue trois matchs. Lors de l'édition 2019, il dispute quatre matchs, inscrivant un but contre le Brésil.
Iván Morales honore sa première sélection avec l'équipe nationale du Chili le 23 mars 2019, en match amical face au Mexique. Titulaire ce jour-là, il est remplacé à la 70e minute de jeu par Gonzalo Jara, et le Chili s'incline finalement par trois buts à un.